# Grand Prix automobile des États-Unis 2002
GP précédent GP suivant
Le Grand Prix automobile des États-Unis 2002 (2002 SAP United States Grand Prix), disputé le 29 septembre 2002 sur l'Indianapolis Motor Speedway, est la 696e épreuve de l'histoire du championnat du monde de Formule 1 courue depuis 1950, et la seizième manche du championnat 2002.

## Classement

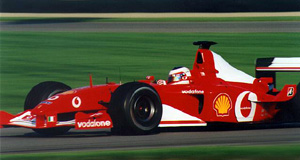
Rubens Barrichello, vainqueur du Grand Prix des États-Unis 2002.

| Pos  | N° | Pilote                | Écurie           | Tours | Temps/Abandon                      | Grille | Points |
| ---- | -- | --------------------- | ---------------- | ----- | ---------------------------------- | ------ | ------ |
| 1    | 2  | Rubens Barrichello    | Ferrari          | 73    | 1 h 31 min 07 s 934 (201,476 km/h) | 2      | 10     |
| 2    | 1  | Michael Schumacher    | Ferrari          | 73    | + 0 s 011                          | 1      | 6      |
| 3    | 3  | David Coulthard       | McLaren-Mercedes | 73    | + 7 s 799                          | 3      | 4      |
| 4    | 6  | Juan Pablo Montoya    | Williams-BMW     | 73    | + 9 s 911                          | 4      | 3      |
| 5    | 14 | Jarno Trulli          | Renault          | 73    | + 56 s 847                         | 8      | 2      |
| 6    | 11 | Jacques Villeneuve    | BAR-Honda        | 73    | + 58 s 211                         | 7      | 1      |
| 7    | 9  | Giancarlo Fisichella  | Jordan-Honda     | 72    | + 1 tour                           | 9      |        |
| 8    | 15 | Jenson Button         | Renault          | 72    | + 1 tour                           | 14     |        |
| 9    | 7  | Nick Heidfeld         | Sauber-Petronas  | 72    | + 1 tour                           | 10     |        |
| 10   | 16 | Eddie Irvine          | Jaguar-Cosworth  | 72    | + 1 tour                           | 13     |        |
| 11   | 10 | Takuma Satō           | Jordan-Honda     | 72    | + 1 tour                           | 15     |        |
| 12   | 12 | Olivier Panis         | BAR-Honda        | 72    | + 1 tour                           | 12     |        |
| 13   | 8  | Heinz-Harald Frentzen | Sauber-Petronas  | 71    | + 2 tours                          | 11     |        |
| 14   | 24 | Mika Salo             | Toyota           | 71    | + 2 tours                          | 19     |        |
| 15   | 25 | Allan McNish          | Toyota           | 71    | + 2 tours                          | 16     |        |
| 16   | 5  | Ralf Schumacher       | Williams-BMW     | 71    | + 2 tours                          | 5      |        |
| Abd. | 4  | Kimi Räikkönen        | McLaren-Mercedes | 50    | Moteur                             | 6      |        |
| Abd. | 22 | Alex Yoong            | Minardi-Asiatech | 46    | Moteur                             | 20     |        |
| Abd. | 23 | Mark Webber           | Minardi-Asiatech | 38    | Direction                          | 18     |        |
| Abd. | 17 | Pedro de la Rosa      | Jaguar-Cosworth  | 27    | Transmission                       | 17     |        |

## Pole position et record du tour
- Pole position : Michael Schumacher en 1 min 10 s 790
- Tour le plus rapide : Rubens Barrichello en 1 min 12 s 738 au 27e tour.

## Tours en tête
- Michael Schumacher : 68 (1-26 / 29-48 / 51-72)
- Rubens Barrichello : 5 (27-28 / 49-50 / 73)

## Statistiques
- 5e victoire pour Rubens Barrichello.
- 158e victoire pour Ferrari en tant que constructeur.
- 158e victoire pour Ferrari en tant que motoriste.